# Diecezja Porto Nacional
Diecezja Porto Nacional – diecezja rzymskokatolicka w Brazylii erygowana 20 grudnia 1915.

## Biskupi diecezjalni
- Raymond Dominique Carrerot OP (1920–1933)
- Alain du Noday OP (1936–1976)
- Celso Pereira de Almeida OP (1976–1995)
- Geraldo Vieira Gusmão (1997–2009)
- Romuald Kujawski (2009-2022)
- José Moreira da Silva (od 2023)